# 伊藤俊亮
伊藤 俊亮（いとう しゅんすけ、1979年6月27日 - ）は、日本の元男子バスケットボール選手である。神奈川県座間市出身。ポジションはセンター。204cm、112kg。ニックネームは「イートン」。

## 人物
県内有数の進学校、神奈川県立大和高等学校から中央大学に一般入試で合格。同大学に進学し、全日本学生バスケットボール選手権大会(インカレ)、リーグで2度準優勝を経験。また、在学中の2001年に日本代表に選ばれ、アジア選手権に出場。
卒業後の2002年、東芝に入社。ルーキーシーズンに19試合出場し、2003年には最多得票でオールスターにも選ばれるなどの活躍を見せる。
全日本でもコンスタントに選ばれ、2006年世界選手権にも出場した。
2008年、JBLに昇格するリンク栃木ブレックスに移籍。
2013年、三菱電機ダイヤモンドドルフィンズ名古屋に移籍。
2016年オフ、千葉ジェッツへ移籍。
2018年オフ、引退を表明。

## 経歴
- 大和高校(1995年〜1997年)
- 中央大学(1998年〜2001年)
- 東芝(2002年〜2008年)
- リンク栃木ブレックス(2008年～2013年)
- 三菱電機ダイヤモンドドルフィンズ名古屋(2013年～2016年)